# Julio Martín Alarcón
Julio Martín Alarcón (Madrid, 22 de abril de 1977) es un periodista y escritor español. Dedicado a la investigación y divulgación histórica. Periodista en El Confidencial desde 2017. Antes fue redactor de El Mundo y la revista La Aventura de la Historia entre 2004 y 2016 donde creó la sección digital de Historia en elmundo.es junto a su entonces director Pedro J. Ramírez.
En 2016 publicó 'El ángel de Budapest', (Ediciones B, Penguin Random House) sobre el diplomático español Ángel Sanz Briz y el Holocausto en Hungría y con anterioridad, en 2006, 'La ofensiva de Cataluña. Diciembre de 1938' (Unidad Editorial) sobre la guerra civil española. En 2021 desveló en el documental 'Colza, lo invisible', cómo los médicos del Hospital Niño Jesús de Madrid, liderados por el pediatra Juan Casado, descubrieron el origen del envenenamiento masivo del Síndrome del Aceite Tóxico, -el caso Colza-, ocurrido en España en 1981. Antes, contribuyó a revelar la colaboración del régimen de Franco con el Tercer Reich durante la Operación Mincemeat junto al periodista y escritor británico de The Times, Ben Macintyre, autor de 'El hombre que nunca existió' (Editorial Crítica, 2014). En El Confidencial relató cómo se desveló el secreto del campo de exterminio de Auschwitz en junio de 1944, a través de la correspondencia secreta de las embajadas neutrales y los archivos del Foreign Office británico.
Ha colaborado en la exposición 'Auschwitz. No hace mucho. No muy lejos', que se inauguró en diciembre de 2017 en la sala Arte Canal de Madrid. Escribió crítica de cine en la revista La Aventura de la Historia, labor que compaginó como editor entre 2011 y 2014 de la revista 'Descubrir el Arte'. Formó además parte del equipo de las colecciones históricas publicadas por el diario El Mundo: La guerra civil española, mes a mes y El Franquismo año a año, entre 2006 y 2009 y ha participado en diversos programas de radio como La Rosa de los Vientos de la emisora Onda Cero y la Linterna de la COPE.